# CZ 700
CZ 700 — чеська снайперська гвинтівка, що випускається на підприємстві Чеська Збройовка — Угерський Брод.
Для стрільби з снайперської гвинтівки застосовуються гвинтівкові патрони калібру 7,62×51 мм НАТО. Технічно являє собою 10 зарядну гвинтівку з поздовжньо-ковзним поворотним затвором. Подача патронів при стрільбі здійснюється з коробчастого магазина місткістю на 10 патронів.
Гвинтівка комплектується оптичним прицілом.